# Сезон ФК «Зоря» (Луганськ) 2015—2016
Сезон ФК «Зоря» (Луганськ) 2015—2016 - 15-й за ліком сезон луганського футбольного клубу «Зоря» у вищій лізі українського футболу і перший коли тренером був Юрій Вернидуб. «Зоря» брала участь у змаганнях Прем'єр-ліги, кубку України та ліги Європи УЄФА. 

## Трансфери

### Прийшли

#### Літо
| Позиція | Країна   | Гравець               | З клубу  | Тип        |
| ------- | -------- | --------------------- | -------- | ---------- |
| ПЗ      | Україна  | Кирило Дорошенко      | Олімпік  | Трансфер   |
| ЗХ      | Білорусь | Михайло Сіваков       | Габала   | Трансфер   |
| ЗХ      | Україна  | В'ячеслав Чечер       | Металург | Трансфер   |
| ЗХ      | Україна  | Олег Бородай          | Дублери  | Підвищення |
| НП      | Україна  | Артур Загорулько      | Шахтар   | Оренда     |
| ПЗ      | Україна  | Дмитро Гречишкін      | Шахтар   | Оренда     |
| ЗХ      | Україна  | В'ячеслав Танковський | Шахтар   | Оренда     |

#### Зима
| Позиція | Країна   | Гравець           | З клубу       | Тип      |
| ------- | -------- | ----------------- | ------------- | -------- |
| ЗХ      | Україна  | Артем Сухоцький   | Олександрія   | Трансфер |
| НП      | Бразилія | Пауліньйо         | Корінтіанс    | Трансфер |
| ЗХ      | Україна  | Євгеній Ткачук    | Ворскла       | Трансфер |
| ЗХ      | Бразилія | Рафаел Форстер    | Вільний агент |          |
| ВР      | Україна  | Олексій Шевченко  | Динамо        | Трансфер |
| ВР      | Україна  | Денис Безбородько | Шахтар        | Оренда   |

### Пішли

#### Літо
| Позиція | Країна  | Гравець              | До клубу     | Тип                 |
| ------- | ------- | -------------------- | ------------ | ------------------- |
| ВР      | Україна | Рустам Худжамов      | Шахтар       | Повернення з оренди |
| ПЗ      | Україна | Максим Малишев       | Шахтар       | Повернення з оренди |
| ЗХ      | Україна | Олександр Грицай     |              | Завершення кар'єри  |
| ЗХ      | Україна | Максим Білий         | Хайдук       | Трансфер            |
| ЗХ      | Україна | Віталій Вернидуб     | Габала       | Трансфер            |
| ПЗ      | Україна | Дмитро Хомченовський | Понферрадіна | Трансфер            |

#### Зима
| Позиція | Країна   | Гравець             | До клубу              | Тип                 |
| ------- | -------- | ------------------- | --------------------- | ------------------- |
| НП      | Україна  | Артур Загорулько    | Шахтар                | Повернення з оренди |
| ПЗ      | Україна  | Руслан Маліновський | Шахтар                | Повернення з оренди |
| ПЗ      | Україна  | Ігор Калінін        | Вільний агент         | Звільнений          |
| ЗХ      | Україна  | Олег Бородай        | Вільний агент         | Звільнений          |
| ВР      | Хорватія | Кршеван Сантіні     | Енозіс Неон Паралімні | Трансфер            |
| ВР      | Україна  | Андрій Полтавцев    | Гурія                 | Оренда              |
| ВР      | Україна  | Андрій Пилявський   | Рубін                 | Трансфер            |

## Склад
Склад подано згідно з офіційним сайтом клубу, і до нього належать гравці, що грали в головній команді станом на 25 лютого 2016 року.
| №  | Поз. | Нац.     | Гравець                                       |
| -- | ---- | -------- | --------------------------------------------- |
| 1  | ВР   | Україна  | Олексій Шевченко                              |
| 2  | ЗХ   | Україна  | Артем Сухоцький                               |
| 3  | ЗХ   | Білорусь | Михайло Сіваков                               |
| 4  | ПЗ   | Україна  | Ігор Чайковський                              |
| 5  | ЗХ   | Україна  | Артем Гордієнко                               |
| 6  | ПЗ   | Україна  | Микита Каменюка (капітан)                     |
| 8  | ПЗ   | Україна  | В'ячеслав Танковський (орендований з Шахтаря) |
| 10 | НП   | Грузія   | Джаба Ліпартія                                |
| 11 | НП   | Бразилія | Пауліньйо                                     |
| 12 | ЗХ   | Бразилія | Рафаел Форстер                                |
| 16 | ЗХ   | Україна  | Григорій Ярмаш                                |
| 17 | НП   | Україна  | Ярослав Квасов                                |
| 20 | ПЗ   | Україна  | Олександр Караваєв (орендований з Шахтаря)    |
| 22 | ПЗ   | Сербія   | Желько Любенович                              |

| №  | Поз. | Нац.    | Гравець                                    |
| -- | ---- | ------- | ------------------------------------------ |
| 23 | ПЗ   | Україна | Кирило Дорошенко                           |
| 24 | ПЗ   | Україна | Дмитро Гречишкін (орендований з Шахтаря)   |
| 27 | ЗХ   | Україна | Євгеній Ткачук                             |
| 28 | НП   | Україна | Пилип Будківський (орендований з Шахтаря)  |
| 29 | ПЗ   | Україна | Андрій Тотовицький (орендований з Шахтаря) |
| 30 | ВР   | Україна | Микита Шевченко (орендований з Шахтаря)    |
| 34 | ПЗ   | Україна | Іван Петряк (орендований з Шахтаря)        |
| 39 | ЗХ   | Україна | Євген Опанасенко                           |
| 42 | ЗХ   | Нігерія | Еммануель Денніс                           |
| 44 | ЗХ   | Україна | В'ячеслав Чечер                            |
| 49 | НП   | Україна | Дмитро Луканов                             |
| 59 | НП   | Україна | Денис Безбородько (орендований з Шахтаря)  |
| 91 | ВР   | Україна | Ігор Левченко                              |

### Пішли в оренду
| № | Поз. | Нац.    | Гравець                                |
| - | ---- | ------- | -------------------------------------- |
|   | ВР   | Україна | Андрій Полтавцев (орендований у Гурію) |

| № | Поз. | Нац.    | Гравець                                 |
| - | ---- | ------- | --------------------------------------- |
|   | ПЗ   | Україна | Михайло Шершень (орендований у Кремінь) |
|   | ПЗ   | Україна | Максим Банасевич (орендований у Десну)  |

## Змагання

### Чемпіонат України

#### Турнірна таблиця
| М  | Команда          | І  | В  | Н  | П  | РМ    | О     |
| -- | ---------------- | -- | -- | -- | -- | ----- | ----- |
|    | «Динамо»         | 26 | 23 | 1  | 2  | 54−11 | 70    |
|    | «Шахтар»         | 26 | 20 | 3  | 3  | 76−25 | 63    |
|    | «Дніпро»         | 26 | 16 | 5  | 5  | 50−22 | 53[а] |
| 4  | «Зоря»           | 26 | 14 | 6  | 6  | 51−26 | 48    |
| 5  | «Ворскла»        | 26 | 11 | 9  | 6  | 32−26 | 42    |
| 6  | ФК «Олександрія» | 26 | 10 | 8  | 8  | 30−29 | 38    |
| 7  | «Карпати»        | 26 | 8  | 6  | 12 | 26−37 | 30    |
| 8  | «Сталь»          | 26 | 7  | 8  | 11 | 22−31 | 29    |
| 9  | «Олімпік»        | 26 | 6  | 7  | 13 | 23−35 | 25    |
| 10 | «Металіст»       | 26 | 5  | 9  | 12 | 19−46 | 24    |
| 11 | «Чорноморець»    | 26 | 4  | 10 | 12 | 22−39 | 22    |
| 12 | «Волинь»         | 26 | 10 | 8  | 8  | 36−36 | 20[б] |
| 13 | «Говерла»        | 26 | 3  | 7  | 16 | 13−48 | 7[в]  |
| 14 | «Металург»       | 26 | 0  | 3  | 23 | 7−50  | 3     |

а УЄФА усунув «Дніпро» від участі в єврокубках на один сезон.
б «Волинь» позбавлена 18 очок згідно з рішеннями ДК ФІФА від 3 лютого, 9 жовтня та 15 грудня 2015 року.
в «Говерла» позбавлена 9 очок згідно з рішеннями КДК ФФУ від 12 лютого та 3 березня 2016 року.
«Металург» відсторонили від змагань після 18-го туру, в усіх матчах, починаючи з 17-го туру, команді зараховано технічні поразки −:+.
Позначення:

#### Підсумки загалом
| Загалом | Загалом | Загалом | Загалом | Загалом | Загалом | Загалом | Загалом | Вдома | Вдома | Вдома | Вдома | Вдома | Вдома | На виїзді | На виїзді | На виїзді | На виїзді | На виїзді | На виїзді |
| І       | В       | Н       | П       | ГЗ      | ГП      | РГ      | О       | В     | Н     | П     | ГЗ    | ГП    | РГ    | В         | Н         | П         | ГЗ        | ГП        | РГ        |
| ------- | ------- | ------- | ------- | ------- | ------- | ------- | ------- | ----- | ----- | ----- | ----- | ----- | ----- | --------- | --------- | --------- | --------- | --------- | --------- |
| 20      | 11      | 5       | 4       | 41      | 24      | +17     | 38      | 6     | 3     | 2     | 23    | 19    | +4    | 5         | 2         | 2         | 18        | 5         | +13       |

#### Підсумки за туром
| № туру   | 1 | 2 | 3 | 4 | 5 | 6 | 7 | 8 | 9 | 10 | 11 | 12 | 13 | 14 | 15 | 16 | 17 | 18 | 19 | 20 | 21 | 22 | 23 | 24 | 25 | 26 |
| -------- | - | - | - | - | - | - | - | - | - | -- | -- | -- | -- | -- | -- | -- | -- | -- | -- | -- | -- | -- | -- | -- | -- | -- |
| Поле     | Г | Д | Г | Д | Г | Д | Г | Г | Д | Г  | Д  | Д  | Д  | Г  | Д  | Г  | Г  | Д  | Г  | Д  | Д  | Г  | Д  | Г  | Д  | Г  |
| Підсумок | В | Н | П | В | В | Н | Н | В | Н | В  | В  | П  | П  | В  | В  | В  | Н  | В  | П  | В  | П  | П  | Н  | В  | П  | В  |
| Місце    | 1 | 3 | 6 | 4 | 2 | 3 | 4 | 4 | 4 | 4  | 4  | 4  | 4  | 4  | 3  | 3  | 3  | 3  | 3  | 3  | 3  | 4  | 4  | 4  | 4  | 4  |

#### Матчі
| 1 17 липня 2015    | Металург                                   | 0–6      | Зоря                                                                                     | Запоріжжя                                                     |  |
| 19:00 EEST (UTC+3) | Жураховський 42' Кулинич 43' Лисицький 72' | Протокол | Хомченовський 17' Любенович 34' Маліновський 50' Караваєв 72' Каменюка 81' Сіваков 90+3' | Стадіон: Славутич-Арена Глядачі: 3,500 Суддя: Анатолій Абдула |  |

| 2 25 липня 2015    | Зоря             | 0–0      | Металіст    | Запоріжжя                                                       |  |
| 19:30 EEST (UTC+3) | Маліновський 57' | Протокол | Курілов 70' | Стадіон: Славутич-Арена Глядачі: 1,500 Суддя: Юрій Можаровський |  |

| 3 2 серпня 2015    | Сталь                     | 2–0      | Зоря                               | Дніпро                                                  |  |
| 19:30 EEST (UTC+3) | Путраш 25', 55' Васін 62' | Протокол | Луканов 34' Ліпартія 52' Ярмаш 71' | Стадіон: Метеор Глядачі: 2,600 Суддя: Анатолій Жабченко |  |

| 4 9 серпня 2015    | Зоря                                             | 4–0      | Олімпік              | Запоріжжя                                                 |  |
| 19:30 EEST (UTC+3) | Будківський 33' 82', 85' Ліпартія 43' Петряк 62' | Протокол | Іса 47' Семенина 90' | Стадіон: Славутич-Арена Глядачі: 1,000 Суддя: Іван Бондар |  |

| 5 16 серпня 2015   | Чорноморець           | 0–2      | Зоря                                 | Одеса                                                   |  |
| 19:30 EEST (UTC+3) | Петко 20' Шаповал 30' | Протокол | Шевченко 30' Петряк 47' Караваєв 56' | Стадіон: Чорноморець Глядачі: 9,244 Суддя: Сергій Бойко |  |

| 6 30 серпня 2015   | Зоря                                                  | 0–0      | Динамо                                                                     | Запоріжжя                                                        |  |
| 19:30 EEST (UTC+3) | Пилявський 10' Сіваков 54' Гордієнко 81' Шевченко 88' | Протокол | Беланда 30' Даніло Сілва 52' Рибалка 56' Віторіну Антунеш 74' Хачеріді 90' | Стадіон: Славутич-Арена Глядачі: 6,800 Суддя: Костянтин Труханов |  |

| 7 13 вересня 2015  | Карпати                                                            | 1–1      | Зоря                                                                                            | Львів                                                    |  |
| 19:30 EEST (UTC+3) | Чачуа 18' Ксьонз 19' Худоб'як 32' 66' Карноза 36' Мірошніченко 56' | Протокол | Сіваков 9' Караваєв 11' Гречишкін 21' Петряк 32' Гордієнко 43' Маліновський 75' Любенович 90+3' | Стадіон: Україна Глядачі: 7,328 Суддя: Анатолій Жабченко |  |

| 8 20 вересня 2015 | Дніпро                   | 0–3      | Зоря                                                | Дніпро                                                 |  |
| 19:30 EET         | Чеберячко 40' Ротань 81' | Протокол | Гордієнко 7' Караваєв 14' Ліпартія 85' Левченко 90' | Стадіон: Дніпро-Арена Глядачі: 12,713 Суддя: Юрій Вакс |  |

| 9 27 вересня 2015 | Зоря            | 1–1      | Олександрія   | Запоріжжя                                                       |  |
| 17:00 EET         | Будківський 26' | Протокол | Коломоєць 72' | Стадіон: Славутич-Арена Глядачі: 1,500 Суддя: Юрій Можаровський |  |

| 10 4 жовтня 2015 | Волинь                | 0–3      | Зоря                                                 | Луцьк                                                       |  |
| 19:30 EET        | Богданов 52' Шуст 59' | Протокол | Маліновський 19' Будківський 22' Ліпартія 61' (пен.) | Стадіон: Авангард Глядачі: 5,100 Суддя: Євгеній Арановський |  |

| 11 18 жовтня 2015 | Зоря                                | 2–1      | Говерла                                                     | Запоріжжя                                                    |  |
| 19:30 EET         | Будківський 51' Каменюка 81' (пен.) | Протокол | Савченко 35' Люлька 65' Сергійчук 74' Рудько 80' Іванов 86' | Стадіон: Славутич-Арена Глядачі: 1,000 Суддя: Дмитро Кутаков |  |

| 13 30 жовтня 2015 | Зоря                            | 1–7      | Шахтар                                                                   | Запоріжжя                                               |  |
| 19:00 EET         | Каменюка 67' (пен.) Сіваков 75' | Протокол | Фред 40' Степаненко 47' 90' 90+2' Алекс Тейшейра 58' 70' Едуардо 75' 86' | Стадіон: Славутич-Арена Глядачі: 3,500 Суддя: Юрій Вакс |  |

| 14 7 листопада 2015 | Зоря                                                                                 | 4–1      | Металург                                      | Запоріжжя                                                      |  |
| 14:00 EET           | Караваєв 5' 90' Маліновський 28' 45+1' Будківський 59' Тотовицький 70' Гречишкін 84' | Протокол | Ігнатенко 25' Демченко 70' Жураховський 90+3' | Стадіон: Славутич-Арена Глядачі: 1,200 Суддя: Олександр Іванов |  |

| 15 22 листопада 2015 | Металіст                                      | 0–1      | Зоря                                                                      | Харків                                               |  |
| 19:30 EET            | Довгий 5' Зубейко 40' Рудика 56' Соболь 90+1' | Протокол | Гречишкін 21' Каменюка 33' Петряк 54' Любенович 68' (пен.) Пилявський 77' | Стадіон: Металіст Глядачі: 6,180 Суддя: Сергій Бойко |  |

| 16 28 листопада 2015 | Зоря                                                                                                  | 2–1      | Сталь                                     | Запоріжжя                                                  |  |
| 13:00 EET            | Гордієнко 41' Кравченко 57' (аг) Будківський 63' Опанасенко 70' Чайковський 75' Чечер 78' Ярмаш 90+3' | Протокол | Кулач 12' 74' Барановський 23' Буднік 85' | Стадіон: Славутич-Арена Глядачі: 600 Суддя: Микола Балакін |  |

| 12 5 грудня 2015 | Ворскла     | 0–2      | Зоря                                                            | Полтава                                                                                        |  |
| 14:00 EET        | Сімінін 73' | Протокол | Гордієнко 35' 74' Будківський 54' Опанасенко 70' Шевченко 90+2' | Стадіон: Стадіон «Ворскла» імені Олексія Бутовського Глядачі: 1,500 Суддя: Євгеній Арановський |  |

| 17 6 березня 2016 | Олімпік                                                                        | 1–1      | Зоря            | Київ                                                                      |  |
| 14:00             | Немчанінов 50' Петров 56' Федорів 66' Поступаленко 71' Шестаков 76' Танчик 81' | Протокол | Будківський 58' | Стадіон: НТК імені Віктора Баннікова Глядачі: 1,000 Суддя: Сергій Березка |  |

| 18 12 березня 2016 | Зоря                                                                      | 4–0      | Чорноморець                            | Запоріжжя                                                 |  |
| 17:00              | Будківський 45' 72' Караваєв 54' Петряк 58' Тотовицький 68' Любенович 83' | Протокол | Азацький 5' Данченко 56' Філімонов 70' | Стадіон: Славутич-Арена Глядачі: 1,000 Суддя: Юрій Грисьо |  |

| 19 20 березня 2016 | Динамо                                      | 1–0      | Зоря                                                                         | Київ                                                          |  |
| 19:30              | Гармаш 32' Жуніор Мораес 76' Сидорчук 90+2' | Протокол | Гордієнко 12' Танковський 51' Чечер 78' Караваєв 81' Петряк 87' Каменюка 90' | Стадіон: Олімпійський Глядачі: 6,919 Суддя: Юрій Можаровський |  |

| 20 2 квітня 2016 | Зоря                                                                            | 4–1      | Карпати                                    | Запоріжжя                                             |  |
| 17:00            | Любенович 5' 5' Будківський 21' Танковський 38' Тотовицький 43' Чайковський 61' | Протокол | Окечукву 38' Гітченко 44' Мірошніченко 51' | Стадіон: Славутич-Арена Глядачі: 900 Суддя: Юрій Вакс |  |

| 21 10 квітня 2016 | Зоря          | 1–2      | Дніпро                                                                    | Запоріжжя                                                       |  |
| 19:30             | Гордієнко 63' | Протокол | Федецький 20' Бруну Гама 32' Лаштувка 65' Шахов 75' Андерсон Піко 79' 86' | Стадіон: Славутич-Арена Глядачі: 5,500 Суддя: Анатолій Жабченко |  |

| 22 16 квітня 2016 | Олександрія                                    | 2–0      | Зоря                              | Олександрія                                            |  |
| 14:00             | Басов 45+1' Полярус 48' Шендрік 62' Грицук 89' | Протокол | Танковський 9' Рафаел Форстер 23' | Стадіон: Ніка Глядачі: 4,112 Суддя: Костянтин Труханов |  |

| 23 23 квітня 2016 | Зоря                                               | 1–1      | Волинь | Запоріжжя                                                     |  |
| 14:00             | Сіваков 67' 83' Пауліньйо 71' Рафаел Форстер 90+7' | Протокол | Кравченко 15' Діденко 31' Горопевшек 59' Кварцяний 60' Романюк 76' Мемешев 85' Логінов 89' Гуменюк 90+2' Неділько 90+5' | Стадіон: Славутич-Арена Глядачі: 1,000 Суддя: Віталій Романов |  |

| 24 30 квітня 2016 | Говерла                                     | 0–4      | Зоря                                             | Ужгород                                           |  |
| 14_00             | Савченко 19' Гавриш 34' Тома 43' Іванов 49' | Протокол | Опанасенко 13' Будківський 40', 46' Караваєв 45' | Стадіон: Авангард Глядачі: 550 Суддя: Іван Бондар |  |

| 25 7 травня 2016 | Зоря                         | 1–2      | Ворскла | Запоріжжя                                                 |  |
| 17:00            | Будківський 12' Каменюка 77' | Протокол | Сапай 28' 86' Шиндер 30' 85' (пен.) Дитятьєв 41' Хльобас 46' Коломоєць 58' Скляр 75' Чеснаков 77' Ткачук 81' | Стадіон: Славутич-Арена Глядачі: 1,000 Суддя: Юрій Пасхал |  |

| 26 15 травня 2016 | Шахтар                                                            | 2–3      | Зоря                                    | Львів                                                       |  |
|                   | Факундо Феррейра 32' Веллінгтон Нем 52' Гладкий 74' Ракіцький 81' | Протокол | Любенович 47' Тотовицький 56', 61', 82' | Стадіон: Арена Львів Глядачі: 6,751 Суддя: Катерина Монзуль |  |

### Кубок України

#### Попередній етап

##### 1/16 фіналу
| 23 серпня 2015 | Кристал | 0–5      | Зоря                                                                    | Херсон           |  |
| 17:00 EET      |         | Протокол | Хомченовський 21' Петряк 41' Гречишкін 54' Танковський 60' Ліпартія 88' | Стадіон: Кристал |  |
|                |         |          |                                                                         |                  |  |

##### 1/8 фіналу
| 1-й матч 23 вересня 2015 | Геліос           | 0–2      | Зоря                                               | П'ятихатки                                             |  |
| 19:00 EET                | Чередніченко 32' | Протокол | Будківський 34' 37' Танковський 38' Опанасенко 88' | Стадіон: Сонячний Глядачі: 3,165 Суддя: Андрій Кузьмін |  |
|                          |                  |          |                                                    |                                                        |  |

| 2-й матч 27 жовтня 2015 | Зоря                                        | 3–1 (5–1 заг.) | Геліос                                                | Запоріжжя                                                       |  |
| 17:00 EET               | Будківський 7' Караваєв 57' 68' Сіваков 64' | Протокол       | Лобойко 15' Кравченко 71' Агапов 76' Чередніченко 82' | Стадіон: Славутич-Арена Глядачі: 500 Суддя: Михайло Митровський |  |
|                         |                                             |                |                                                       |                                                                 |  |

##### 1/4 фіналу
| 1-й матч 2 березня 2016 | Волинь                     | 1–1      | Зоря                         | Луцьк                                                 |  |
| 17:00                   | Богданов 18' Кравченко 90' | Протокол | Каменюка 21' Тотовицький 23' | Стадіон: Авангард Глядачі: 3,200 Суддя: Ярослав Козик |  |
|                         |                            |          |                              |                                                       |  |

| 2-й матч 6 квітня 2016 | Зоря                                                           | 5–0 (6–1 заг.) | Волинь                                                                         | Запоріжжя                                                        |  |
| 14:00                  | Гордієнко 22' Петряк 49' Опанасенко 71' 90+1' Караваєв 78' 87' | Протокол       | Горопевшек 36' Кравченко 40' Польовий 68' Жунич 75' Богданов 85' Шабанов 90+2' | Стадіон: Славутич-Арена Глядачі: 1,000 Суддя: Костянтин Труханов |  |
|                        |                                                                |                |                                                                                |                                                                  |  |

##### 1/2 фіналу
| 1-й матч 20 квітня 2016 | Дніпро                         | 1–0      | Зоря                                                 | Дніпро                                                           |  |
| 19:00                   | Зозуля 17' 26' Чигринський 59' | Протокол | Сухоцький 38' Рафаел Форстер 45+2' Любенович 63' 73' | Стадіон: Дніпро-Арена Глядачі: 10,065 Суддя: Євгеній Арановський |  |
|                         |                                |          |                                                      |                                                                  |  |

| 2-й матч 11 травня 2016 | Зоря                                                       | 2–0 (2–1 заг.) | Дніпро                               | Запоріжжя                                                     |  |
| 17:00                   | Ліпартія 8' Опанасенко 58' Сіваков 90+1' Тотовицький 90+5' | Протокол       | Шахов 44' Лаштувка 90+5' Безус 90+6' | Стадіон: Славутич-Арена Глядачі: 5,500 Суддя: Анатолій Абдула |  |
|                         |                                                            |                |                                      |                                                               |  |

##### Фінал
| 21 травня 2016 | Зоря                                                     | 0-2      | Шахтар          | Львів                                                           |  |
| 17:00 LST      | Рафаел Форстер 12' Чайковський 64' Сіваков 64' Ярмаш 70' | Протокол | Гладкий 42' 57' | Стадіон: Арена Львів Глядачі: 21,720 Суддя: Євгеній Арановський |  |
|                |                                                          |          |                 |                                                                 |  |

### Ліга Європи УЄФА

#### Кваліфікаційний раунд

##### Третій кваліфікаційний раунд
| 1-й матч 30 липня 2015 | Шарлеруа                  | 0–2      | Зоря                                                             | Шарлеруа, Бельгія                                                              |  |
| 20:30 CEST (UTC+2)     | Н'Ганга 62' Марінос 90+1' | Протокол | Пилявський 30' Сіваков 59' Маліновський 70', 89' Чайковський 75' | Стадіон: Стад дю Пеї де Шарлеруа Глядачі: 9,415 Суддя: Radu Petrescu (Румунія) |  |
|                        |                           |          |                                                                  |                                                                                |  |

| 2-й матч 6 серпня 2015 | Зоря                                                                      | 3–0 (5–0 заг.) | Шарлеруа            | Київ, Україна                                                                                         |  |
| 20:00 EEST (UTC+3)     | Каменюка 28' Чайковський 40' Любенович 58', 68' (пен.) Маліновський 90+3' | Протокол       | Деваст 42' Марк 67' | Стадіон: Стадіон «Динамо» імені Валерія Лобановського Глядачі: 4,000 Суддя: Андріс Трейманіс (Латвія) |  |
|                        |                                                                           |                |                     | |  |

##### Раунд плей-оф
| 1-й матч 20 серпня 2015 | Зоря                                                    | 0–1      | Легія                                  | Київ, Україна                                                                                       |  |
| 20:00 EEST (UTC+3)      | Чайковський 30' Любенович 57' Гордієнко 61' Сіваков 90' | Протокол | Гільєрме 8' Кухарчик 48' Йодловець 72' | Стадіон: Стадіон «Динамо» імені Валерія Лобановського Глядачі: 16,000 Суддя: Анастасіос Сідіропулос |  |
|                         |                                                         |          |                                        | |  |

| 2-й матч 27 серпня 2015 | Легія (футбольний клуб)                                                  | 3–2 (4–2 заг.) | Зоря                                                                                           | Варшава, Польща                                                         |  |
| 21:00 CEST (UTC+2)      | Паздан 2' Бжиський 16' Гільєрме 62' Жезнічак 65' Дуда 90+4' 90+5' (пен.) | Протокол       | Каменюка 37' Хомченовський 39' Сіваков 45+2' Маліновський 66' Будківський 79' Опанасенко 90+4' | Стадіон: Стадіон Війська Польського Глядачі: 23,163 Суддя: Тобіас Вельц |  |
|                         |                                                                          |                |                                                                                                |                                                                         |  |